# Reginald Crummack
Reginald William Crummack (Salford, 16 februari 1887 - Stockport, 25 oktober 1966) was een Brits hockeyer. 
Met de Britse ploeg won Crummack de olympische gouden medaille in 1920. 

## Resultaten
- 1920  Olympische Zomerspelen in Antwerpen